# باول ستانلي
باول ستانلي (بالإنجليزية: Paul Stanley)‏ (و. 1952  م) هو موسيقي، ومغن مؤلف، ورسام، ومنتج أسطوانات، ومغني، وعازف قيثارة أمريكي، ولد في كوينز، يستخدم آلات قيثارة، وغيتار البيس، وطقم طبول، وهو عضوٌ في كيس.

## التعليم
تعلم في ثانوية الموسيقى والفن.

## وصلات خارجية
- باول ستانلي على موقع IMDb (الإنجليزية)
- باول ستانلي على موقع روتن توميتوز (الإنجليزية)
- باول ستانلي على موقع ميوزك برينز (الإنجليزية)
- باول ستانلي على موقع رولينغ ستون (الإنجليزية)
- باول ستانلي على موقع قاعدة بيانات برودواي على الإنترنت (الإنجليزية)
- باول ستانلي على موقع إن إن دي بي (الإنجليزية)
- باول ستانلي على موقع أول ميوزيك (الإنجليزية)
- باول ستانلي على موقع ديسكوغز (الإنجليزية)
- باول ستانلي على موقع قاعدة بيانات الفيلم (الإنجليزية)
- باول ستانلي على موقع ANN person (الإنجليزية)

- باول ستانلي في قاعدة بيانات الأفلام على الإنترنت